# Доуи, Джон Александр
Джон Александр Доуи (англ. John Alexander Dowie, 1847—1907) — австралийский и американский евангелистский проповедник, целитель и общественный деятель шотландского происхождения, основатель города Сион (Сион-Сити, англ. Zion City) в штате Иллинойс и действующей Христианской католической апостольской церкви, имеющей несколько дочерних церквей, получивших широкое распространение в ЮАР.
Деятельность Джона Доуи находилась в центре общественного внимания благодаря харизматической проповеди исцеления молитвой и нестандартным проповедническим приёмам, в том числе и самопровозглашение Джона пророком Илиёй и апостолом.

## Биография
Джон Александр Доуи родился 25 мая 1847 г. в Эдинбурге в семье Джона Мюррея Доуи (англ. John Murray Dowie), портного и проповедника и Энн Макфарлан (англ. Ann Macfarlan). Детство Доуи провёл в бедноте, он часто болел. Будучи в возрасте тринадцати лет, в 1860 году, его семья переезжает в Австралию и оседает в Аделаиде (Южная Австралия). Там подросший Доуи-младший сначала работает в фирме своего дяди Александра Доуи, брата Джона Мюррея Доуи, который был известным в Южной Австралии бизнесменом, также занимавшимся проповедями и бывшим учителем в одной воскресных школ Аделаиды; затем Джон сменяет множество работ, в том числе работая клерком в продуктовой фирме, чей доход составлял около 2 миллиона долларов в год. В Австралии он становится членом конгрегационалистской церкви и тщательно изучает Библию. Около 1868 года, в возрасте 21 года, Джон Александр Доуи начинает изучать теологию у себя на родине в Эдинбурге, и по окончании учёбы, возвращается в Австралию.

### Служение

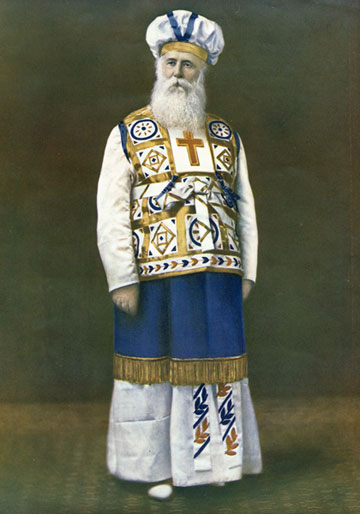
Доуи в облачении пророка Илии, около 1904 года

21 мая 1872 года Доуи был рукоположён в пасторы конгрегационалистской церкви в городе Альма неподалёку от Аделаиды. Однако вскоре Доуи начинает странствовать по Австралии, и покинув конгрегационалистскую общину в 1878 году, какое-то время становится связан с Армией Спасения, а затем становится евангелистом, проводя проповеди в театрах. В это время он основывает «Международную ассоциацию божественного исцеления» (англ. International Divine Healing Association), у которой впоследствии открылось множество филиалов по всей Австралии и Новой Зеландии. В 1883 году он основывает «Свободную христианскую церковь» (англ. Free Christian Church). В 1887 году он жил в Новой Зеландии, где организовал своего рода турне. В июне 1888 года он вместе со своей семьёй иммигрирует в США, где обосновывается сначала во Сан-Франциско, а затем, два года спустя, в Чикаго, где развернул свою активную деятельность. В США Доуи проживёт оставшуюся жизнь, хотя изначально он планировал после трёхлетней поездки по Америке отправиться в Лондон. По другой версии, Доуи был вынужден покинуть Австралию, поскольку до этого его арестовали за нарушение постановления об уличных проповедях.
Доуи был ярким и пламенным оратором, его проповеди носили эксцентричный характер. Ещё в Австралии, в 1883 году, он начинает заниматься исцелением верой, по его словам, во время пребывания в Мельбурне, он излечил около восьми тысяч человек. Исцеление состояло из постельного режима, молитв и изучения Библии. В США он также занимается целительством, в том числе, принимая присланные по телеграфу запросы и, впоследствии, отвечая на телефонные звонки. Там «Международная ассоциация божественного исцеления» начинает управляться в качестве коммерческого предприятия, члены ассоциации были обязаны платить десятину в обмен на возможность исцеления. Помимо религиозной деятельности, источником доходов Доуи была скупка акций обанкротившихся компаний и их перепродажа своим членам. В Чикаго, после трёх безуспешных лет, Доуи становится известен во время проходившей там в 1893 году Всемирной выставки. Он занимался целительством на территории, арендованной рядом с местом проведения самой выставки. «Божественные исцеления» проводились перед посетителями ярмарки, полагают, что многие из «исцелений» были инсценированы с участием специально отобранных людей, которых он якобы и исцелял на сцене. Целительство Доуи становится прибыльным делом, и слава о нём доносится за пределами Чикаго, а в самом городе открываются т.н. «дома исцеления» (англ. healing homes). Через год в даунтауне Чикаго строится храм «Скиния Сиона» (англ. Zion Tabernacle), службы Доуи регулярно проводились в здании чикагского мюзик-холла. В 1896 году «Международная ассоциация…» упраздняется, а на её месте Доуи организует Христианскую католическую церковь в Сионе (англ. Christian Catholic Church in Zion, стоит отметить, что слово «catholic» может подразумевать и «вселенский», поэтому предусмотрен другой вариант перевода — «Христианская Вселенская церковь»), главой которой и становится под титулом «генеральный надзиратель» (англ. general overseer, другой вариант перевода — «главный настоятель»). Также в Чикаго Доуи организовывает издательство «Zion Publishing», выпускавшее в том числе и информбюллетень «Листки исцеления»/«Листья исцеления» (англ. Leaves of Healing), выходивший с 1886 года; открывает свои школу и банк. Последователи Доуи уважительно называли его доктором, несмотря на отсутствие у него медицинского образования.
Во время одной из проповедей вошедшие студенты-медики начали в знак протеста бросать в Доуи камни и бутылки, из-за чего восстановлением порядка пришлось заниматься чикагской полицией.

### Отъезд из Чикаго и основание Сиона

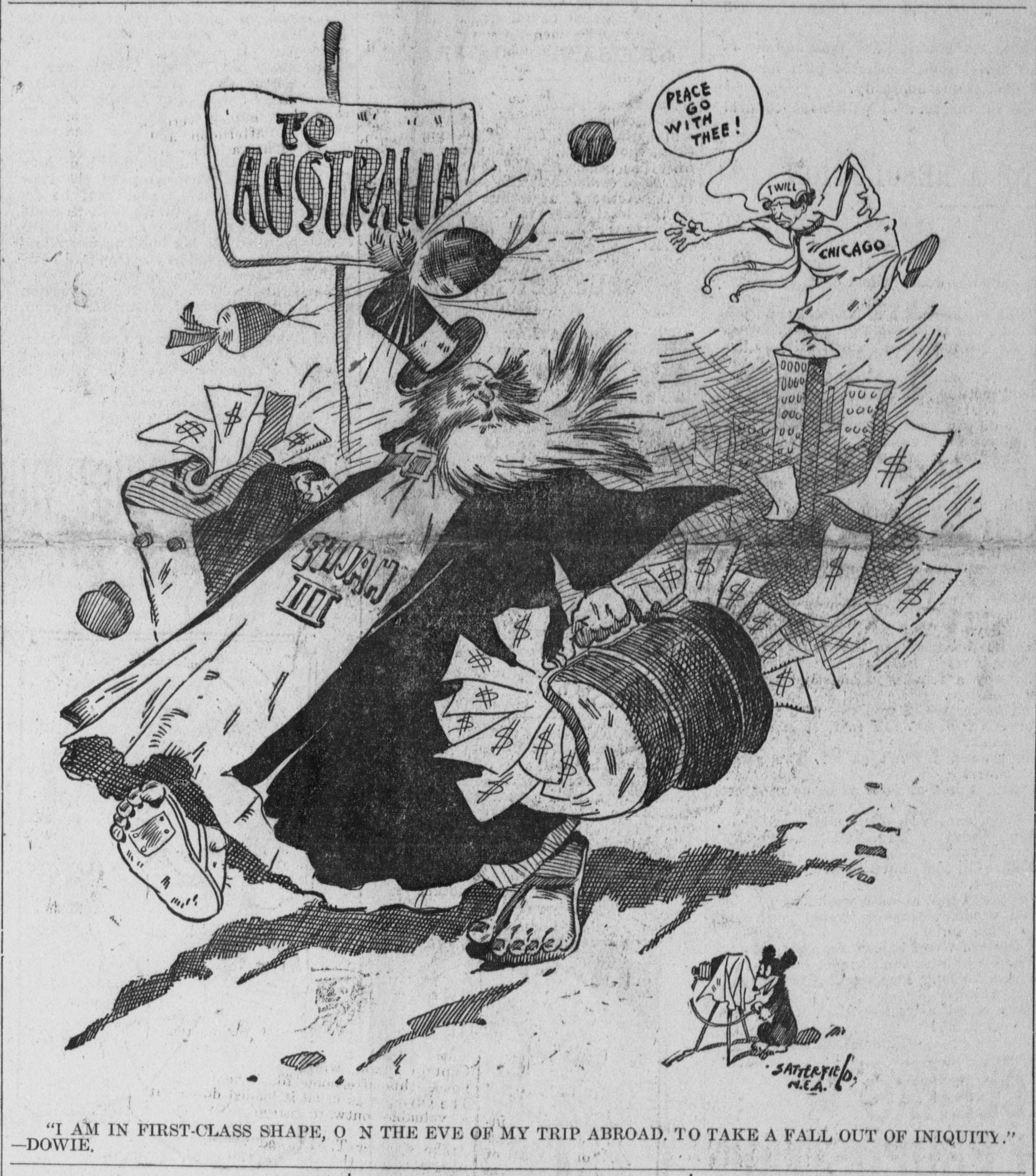
Доуи убегает из Чикаго с чемоданом, полных денег, карикатура 1904 г.

В какой-то момент деятельностью Доуи начинает интересоваться Чикагский совет здравоохранения, будучи обеспокоенным разгулом шарлатанов. После серии смертей в одном из «домов исцеления» в конце 1894 года Минздрав начинает расследование против Доуи, и в 1895 году его вызывают в суд, поскольку он занимался медициной без соответствующей лицензии. Однако попытки привлечь Доуи к ответственности только усилили его влияние, и Доуи выиграл дело.
В 1899 году Доуи приобретает крупный участок земли (площадью в 6000 акров) в Иллинойсе на расстоянии около 40 миль (ок. 64 км) к северу от Чикаго, где основывает новый город-коммуну, Сион. Говорят, что Доуи приобрёл землю инкогнито, и для этого во время сделки он якобы переоделся в бродягу. Осмотреть место будущего города все члены «Скинии Сиона» приехали 14 июля 1900 года, в день рождения Джорджа Вашингтона. Город был в довольно быстрые сроки построен, туда переселились 6000 последователей Доуи. Первопоселенцами нового города стали не только жители США (в их числе было и около двухсот афроамериканцев), но и эмигранты из Швейцарии, Южной Африки и Австралии. По-видимому, среди переселенцев было какое-то количество россиян: журналист и публицист Александр Панкратов, известный очерком о голоде 1898 г. и 1911-1912 гг. в Российской империи, в другом своём очерке «Ищущие Бога. Очерки современных религиозных исканий и настроений», упоминает некую помещицу, Анну Рычкову-Зацепину, крещённую в Цюрихе (где располагался филиал церкви Доуи) и проживавшую в Сионе, помимо Москвы. В Сион были перемещены все бизнесы Доуи и религиозные объекты его церкви. В городе были фабрики, школы, гостиницы, к 1910 году также были почта и банк. Тогда же население Сиона насчитывало 7000 чел. В центре города было воздвигнут храм «Скиния Силома» (англ. Shiloh Tabernacle) на 7 тысяч мест.
Основной отраслью города было кружевоплетение, машины для кружевоплетения были заказаны в Англии, оттуда же были выписаны и кружевницы.
В городе была установлена теократическая форма управления, церковь Доуи полностью контролировала жизнь города. Несмотря на то, что весь бизнес принадлежал церкви, благодаря предприимчивости Доуи город процветал. Среди таинств в церкви Доуи были разрешены крещение и покаяние. На служениях Доуи облачался в роскошные одеяния, смоделированные по образцу тех, что носил первосвященник Аарон, описанный в книге Левит. В этих же одеяниях Доуи и был похоронен.
Сион, по задумке Доуи, был частью грандиозного проекта по постройке аналогичных ему коммун по всему миру со столицей в Иерусалиме. В выпуске «Листьев исцеления» за 7 июня 1902 года Доуи писал:

Сион выкупит Иерусалим для Царя. Если нам удастся создать три, четыре, пять, шесть, семь или больше таких городов и получать доход в миллион долларов в год, мы сможем купить турок, мы сможем купить мусульман, мы сможем купить евреев, мы сможем купить всех неверных и овладеть святой землей Иерусалима. Мы приготовим ее к пришествию Христа, нашего Царя, на Его Святую гору Сион.
С мая 1901-го (первоначально в Чикаго, а с 22 мая 1902 года — в Сионе) выходила еженедельная газета (с 1920 г. — ежемесячная) «The Zion Banner».

### Провозглашение себя Илиёй
В июне 1901 года Доуи провозглашает себя пророком Илиёй, чей приход накануне «великого и ужасного дня Господня» был предсказан в двух последних стихах Ветхого Завета. Заявление Доуи было воспринято негативно религиозными деятелями со всего мира, лишь сами члены церкви Доуи (хоть и с некоторой нерешительностью, да и то не все) поддержали его. Кроме того, Доуи провозгласил себя Посланником Завета (предсказан в книге пророка Малахии 3:1-3, большинством религиоведов в его качестве рассматривается Иисус Христос) и пророком, предсказанным Моисеем.

### «Молитвенная дуэль» сМирза Гуламом Ахмадом
В 1902 году Доуи был брошен вызов известным на тот момент индийским мусульманским религиозным деятелем и основателем движения «Ахмадия» Мирзой Гуламом Ахмадом. Гулам Ахмад считал себя духовным воплощением Христа, а Доуи, в свою очередь, считал, что ислам будет уничтожен Иисусом во время его второго пришествия. гулам Ахмад написал Доуи письмо, где предложил «молитвенную дуэль» с ним: оба дуэлянта будут молиться Богу, чтобы тот из дуэлянтов, кто «фабрикует ложь», умер раньше праведного.
Гулам Ахмад вспоминал:

Необходимо было узнать, чей Бог является истинным, мой Всевышний Аллах или Бог Доуи, который не должен пророчествовать об уничтожении всех мусульман. Вместо того чтобы пророчествовать об уничтожении всех мусульман, он должен пророчествовать о моём уничтожении. Мы оба должны просить Всевышнего Аллаха, чтобы Он уничтожил лжепророка при жизни истинного пророка.
Данное событие широко освещалось американскими СМИ, но Доуи отклонил вызов Гулама Ахмада, назвав того «глупым мусульманским мессией». В свою очередь Ахмад предрекал:

Бедствие обязательно постигнет его Сион, ибо он должен нести последствия либо принятия вызова, либо отказа. Он уйдет из этой жизни с великой скорбью и мучениями еще при моей жизни.

### Последние годы

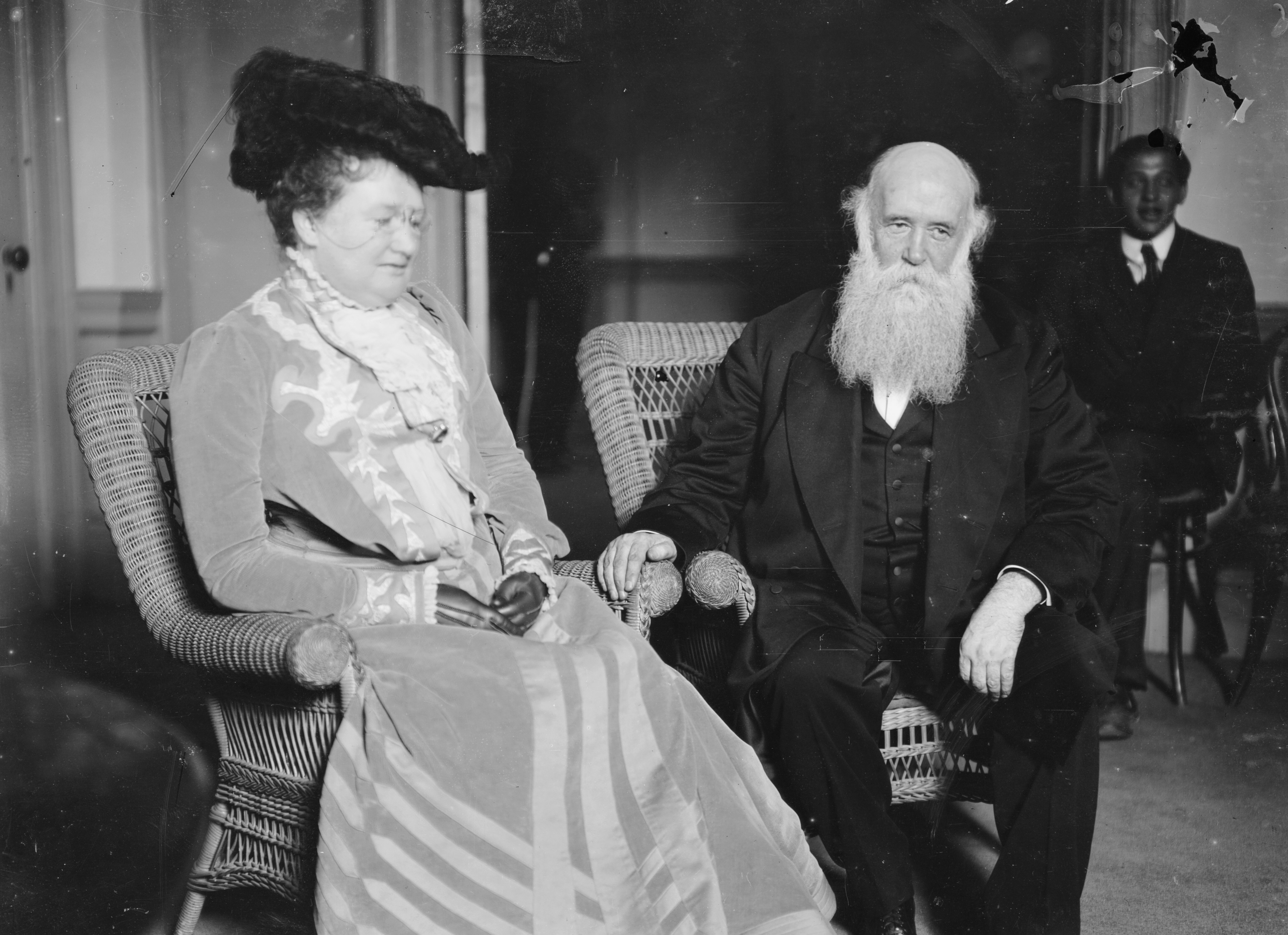
Доуи с супругой

После провозглашения себя пророком Илиёй темпы развития Сиона замедлились, предприятия города влезли в большие долги ввиду махинаций с бумагами. Будучи материально обеспеченным, Джон Доуи постепенно отказался от скромного образа жизни. Так, Доуи построил себе к востоку от храма роскошный трёхэтажный и 25-комнатный особняк в соответствии с последними европейскими веяниями, обставленный дорогой мебелью, сильно выделявшийся на фоне других домов города. На строительство особняка Доуи было потрачено 75 000 долларов (по другим данным — $90 000, или $3 000 000 по сегодняшнему курсу). Путешествуя по миру, Доуи всегда останавливался в лучших отелях. В 1903 году Католическая/Вселенская христианская церковь в Сионе получает новое наименование — Христианская католическая апостольская церковь.
Постепенно, несмотря на сближавшие горожан мероприятия вроде пикников и концертов (не говоря уже о церковной деятельности), недовольство общины своим лидером только нарастало, большой скандал вызвала публикация в СМИ о его «гареме из молодых наложниц».
В 1904 году Доуи начинает путешествие по миру с целью проповеди. 24 сентября 1905 года Доуи, во время воскресной службы, переживает инсульт на глазах у изумлённой и перепуганной паствы, и уже 29 сентября он отправляется в Мескику для того, чтобы основать новую общину, но в Сион Доуи вернулся незадолго перед Днём Благодарения с подорванным здоровьем. Ориентировочно в ноябре того же года он уезжает на лечение на Ямайку, где тратил на здоровье 2000 долларов ежедневно. В следующем году, ввиду подорванного здоровья Доуи, Сионом стал управлять его заместитель, Уилбур Гленн Волива (англ. Wilbur Glenn Voliva), которому 29 декабря 1905 года была послана телеграмма от лица Доуи с этой целью. До этого Волива был отправлен в Австралию, дабы наладить дела в одном из пришедших в упадок приходов церкви. В феврале 1906 года Волива вернулся в Сион. Горожане, разочаровавшиеся в Доуи, сместили его на посту и отстранили от дел, назначив главой церкви Воливу. Тот обвинил Доуи в коррупции, лицемерии и деспотии. В смещении Доуи принимала участие и его собственная семья. По данным правоохранительных органов и показаний самого Воливы, вместе с Доуи исчезло 2,5 миллиона долларов. Доуи, однако, пытался восстановить своё главенство в церкви в суде, но безуспешно. Однако, по решению суда, ему всё же стали выплачивать пособие.
Джон Александр Доуи скончался 7 марта 1907 года в Сионе, тело было похоронено на сионском кладбище Лейк-Маунд. Его последними словами были «Тысячелетие наступило. Я вернусь сюда на тысячу лет» (англ. The millenium has come. I will return in a thousand years). Через год скончался и Мирза Гулам Ахмад. Волива же, помимо своей основной деятельности, также возглавил город (сам он также называл себя «генеральным надзирателем»), вытащив его из долговой ямы, и на протяжении своей жизни продолжал отстаивать взгляды своего учителя. К 1910 году он стал единоличным владельцем всего имущества города размером в 11 миллионов долларов. Волива умер в 1942 году в возрасте 72 лет.
Город Сион существует и сейчас, однако в нём мало что напоминает о временах Доуи и Воливы.

## Взгляды
Доуи, по-своему трактуя Библию, призывал отказаться от любых проявлений «грешного» современного мира, в том числе и от медицины. Будучи целителем, Доуи считал проявления болезней делом рук дьявола, и полагал, что излечить способны только молитвы. Одно время выступления Доуи сопровождались девизом «Доктора, лекарства и дьяволы». Жителям Сиона, помимо лечения у врачей и вакцинации, также было запрещено употреблять алкоголь, курить, есть свинину, ругаться, играть в карты и даже есть устрицы и лобстеров. Под запретом были театр, опера, цирк, профсоюзы, а также колдовство и масонство. Нарушение установленных правил каралось штрафом и изгнанием из Сиона. Его взгляды развил Волива, также бывший известным плоскоземельцем, так, в школах были запрещены глобусы, вместо обычных карт Земли висели карты Земли в виде плоской окружности с Северным полюсом посередине, и опоясывавшими её антарктическими льдами. Идеи Доуи нашли отклик в сердцах многих консервативных и религиозных деятелей США того времени.

## Семья
- Жена (с 28 мая 1876 г.) — Джейн Доуи (англ. Jane Dowie, 9 мая 1854 г. — 11 марта 1936 г.), двоюродная сестра и дочь Александра Доуи. После успеха Доуи на ниве проповедничества и исцеления, Джейн начала приобретать модную одежду и дорогие украшения. Ходят слухи, что именно под её влиянием Доуи стал вести роскошный образ жизни.
  - Гладстон Доуи (англ. Gladstone Dowie, 1877—1945);
  - Джини Доуи (англ. Jeanie Dowie, 1875—1885);
  - Эстер Доуи (англ. Esther Dowie, 1881—1902).

## В культуре
- Доуи упоминается в романе «Улисс» в качестве одного из образцов подражания для главного героя, Леопольда Блума.